# طاعون نشخوارکنندگان کوچک
طاعون نشخوارکنندگان کوچک یک بیماری ویروسی بسیار واگیر گوسفند و بز است. اولین بار در کشور آفریقایی ساحل عاج گزارش و توصیف شد. این بیماری در آفریقا، هند خاورمیانه و ایران اتفاق می‌افتد. به این بیماری طاعون بزی هم می‌گویند.
این بیماری قابل سرایت از دام اهلی به حیوانات وحشی نیز است و در مکان‌هایی مشاهده می‌شود که دام اهلی در تماس با حیوانات وحشی هستند یا از آبشخورهای مشترک استفاده می‌کنند.
عامل بیماری موربیلی ویروس از خانواده پارامیکسوویریده می‌باشد. بیماری PPR جزء فهرست بیماری‌های مهم در سازمان جهانی دام (OIE) می‌باشد و کشورها موظف هستند که در صورت وقوع، بیماری را به این سازمان گزارش نمایند.
این بیماری با شروع ناگهانی تب، ریزش ترشحات از چشم و بینی، زخم دهان، تنگی نفس، اسهال بدبو و سرفه بروز می‌کند و دام مبتلا به شدت لاغر شده و تلف می‌شود. ترشحات چشم، بینی، آب دهان و مدفوع حاوی مقادیر زیادی از ویروس این بیماری است و شیر حیوان نیز حاوی ویروس است.
اما موربیلی ویروس‌ها به مدت طولانی نمی‌تواند در بیرون از بدن میزبان زنده بمانند. همه‌گیری PPR بر اساس کنترل جابه جایی حیوانات، دفع صحیح لاشه و استفاده از واکسن قابل کنترل می‌باشد. موثرترین روش برای کنترل بیماری واکسیناسیون می‌باشد که باید در مناطق اندمیک قبل از شروع فصول بارانی به صورت سالیانه تکرار شود.

## نگارخانه

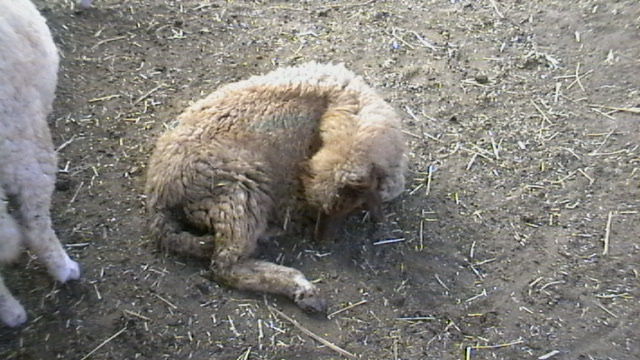
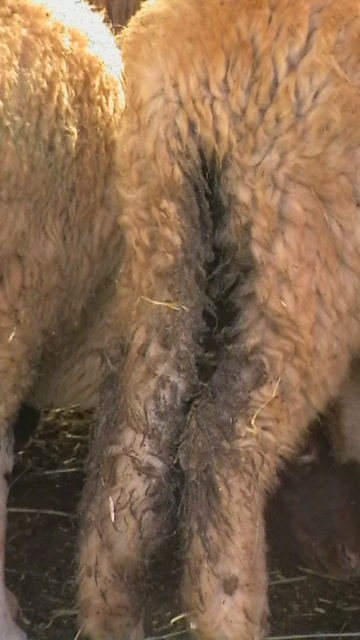
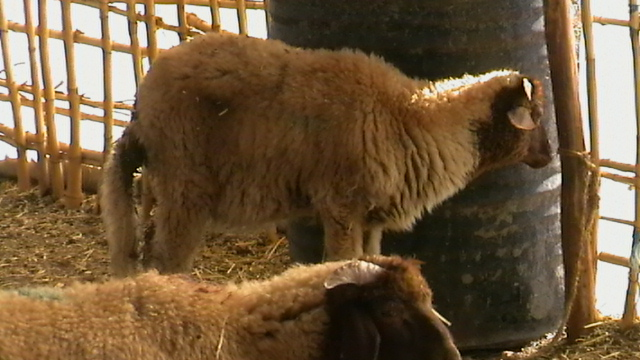
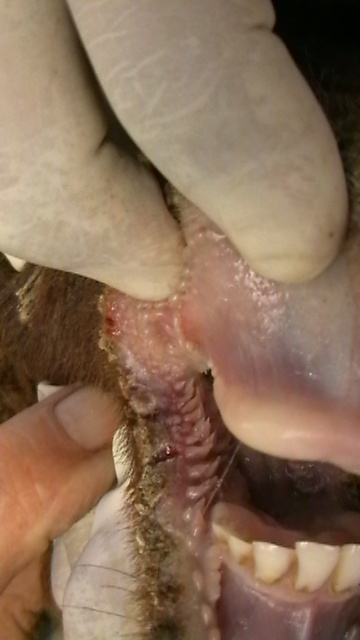
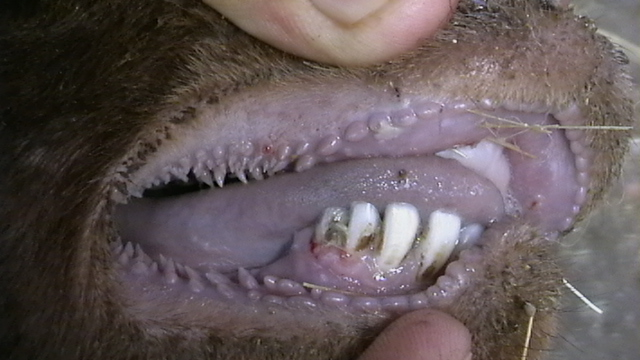
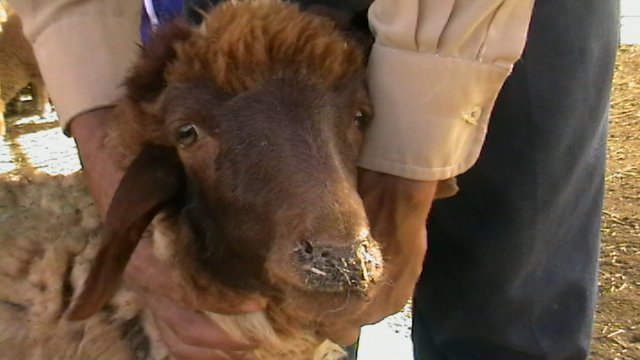
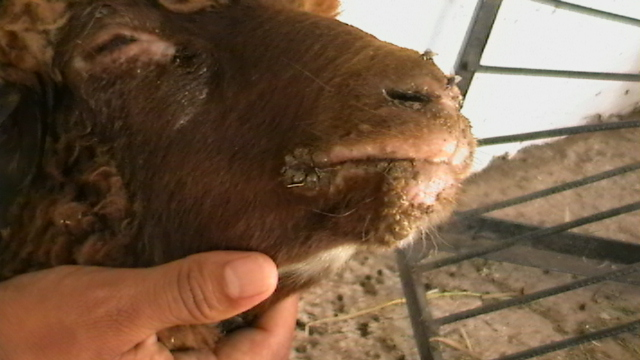